# Lijst van Surinaamse ambassades
Hieronder volgt de lijst van Surinaamse ambassades.
Suriname kende in de periode van 1975 tot 2020 95 ambassadeurs, onder wie 73 mannen en 22 vrouwen. Gemiddeld gaat het in deze periode om 2,1 benoeming per jaar.

## Lijst
De volgende lijst is misschien niet actueel.
| Ambassade                                     | land             | locatie    | opmerking    |
| --------------------------------------------- | ---------------- | ---------- | ------------ |
| Ambassade van Suriname in België              | België           | Brussel    |              |
| Ambassade van Suriname in Brazilië            | Brazilië         | Brasilia   |              |
| Ambassade van Suriname in China               | China            | Peking     | ambassadeurs |
| Ambassade van Suriname in Cuba                | Cuba             | Havana     |              |
| Ambassade van Suriname in Frankrijk           | Frankrijk        | Parijs     |              |
| Ambassade van Suriname in Guyana              | Guyana           | Georgetown |              |
| Ambassade van Suriname in India               | India            | New Delhi  |              |
| Ambassade van Suriname in Indonesië           | Indonesië        | Jakarta    |              |
| Ambassade van Suriname in Marokko             | Marokko          | Rabat      |              |
| Ambassade van Suriname in Nederland           | Nederland        | Den Haag   | ambassadeurs |
| Ambassade van Suriname in Venezuela           | Venezuela        | Caracas    |              |
| Ambassade van Suriname in de Verenigde Staten | Verenigde Staten | Washington | ambassadeurs |
|                                               | Caricom          | Georgetown |              |
|                                               | OAS              | Washington |              |
|                                               | Europese Unie    | Brussel    |              |